# كلاغ جيرو (شورآب)
کلاغ جیرو (بالفارسية: کلاغ جیرو) هي قرية تقع في إيران في قسم شورآب الريفي. يقدر عدد سكانها بـ 603 نسمة بحسب إحصاء 2016.